# Restrikcijski enzimi
Restrikcijski enzimi su specifične DNK "nožice".  
Bakterije posjeduju specifične enzime koji su sposobni razdvojiti bazne sekvence DNK. To su restrikcijske endonukleaze ili kraće : restrikcijski enzimi. U cilju zaštite vlastitog organizma, bakterije mogu tim enzimima stranu DNK koja je prodrla u bakteriju podijeliti na fragmente. Njihovim otkrićem 1969. godine (W.Arber i D. Nathans) otvorili su vrata k razvoju gentehnike. Budući da je DNK u svim organizmima građena na jednakim osnovama i principima, djelovanje restrikcijskih enzima je univerzalno za svaku DNK. 
Zašto su restrikcijski enzimi tako odlučujuće važni za genetičke eksperimente? DNK je moguće i bez restrikcijskih enzima izdijeliti na manje - kraće dijelove i to mehanički - usisavanjem DNK rastvora kroz vrlo tanku staklenu cjevčicu ili pak ultrazvukom. Međutim, te metode su potpuno nespecifične, a njihovom primjenom dobivamo slučajno razlomljene dijelove DNK, koji jedva da se kasnije mogu koristiti za eksperimente. 
Nasuprot tome, restrikcijski enzimi "režu" DNK na određene bazne sekvence i to tako da svaki do sada izolirani enzim ima "svoju" određenu sekvencu koju izdvaja. To omogućava definirano dijeljenje DNK pri čemu nastaju definirani dijelovi DNK, definirane dužine i poznatih krajnjih sekvenci. Zbog toga su restrikcijski enzimi jedni od najvažnijih "alata" gentehnike. Zahvaljujući njima moguće je izdijeliti velike molekule DNK u fragmente pogodne za dalje eksperimente. Osim toge, zbog specifičnosti mjesta reza moguće je bolje sagledati specifičnu strukturu DNK. Već je poznato više stotina restrikcijskih enzima pri čijem djelovanju uočavamo različite vrste rezova.
1. Rezovi koji vode prema krajevima koji strše. To su "sticky ends" ili u prijevodu ljepljivi krajevi;
2. Glatki rezovi koji nemaju DNK krajeva koji strše. To su tzv. "blunt ends". Primjer za "sticy ends" je restrikcioni enzim EcoRI, a za  "blunt ends" restrikcioni enzim HaeIII .
Pri davanju imena restrikcijskim enzimima koristi se ime organizma iz koga je enzim izoliran, a rimski broj označava koji je po redu izoliran enzim iz toga organizma. Npr. EcoRI je prva izolirana restrikcijska endokineza iz bakterije E.coli.
Dužina mjesta prepoznavanja može varirati. Male sekvence prepoznavanja u kloniranoj DNK pojavljuju se s velikom učestalošću. Zbog toga se u običnim eksperimentima kloniranja koriste rezovi (mjesta presijecanja) koji se sastoje od 4 (four -cutter) ili 6 (six-cutter) baznih parova.
Baze su na mjestu reza organizirane kao ukrštene slike u ogledalu. To nazivamo poliedrom.
Kod "sticky ends" može se primijetiti da, nakon reza odgovarajućim restrikcijskim enzimom (npr. EcoRI), dijelovi DNK različitog porijekla (biljke, životinje, bakterije) međusobno mogu da naliježu jedan na drugi, te se na osnovu svoje komplementarnosti mogu povezivati.